# Carlinhos Vergueiro

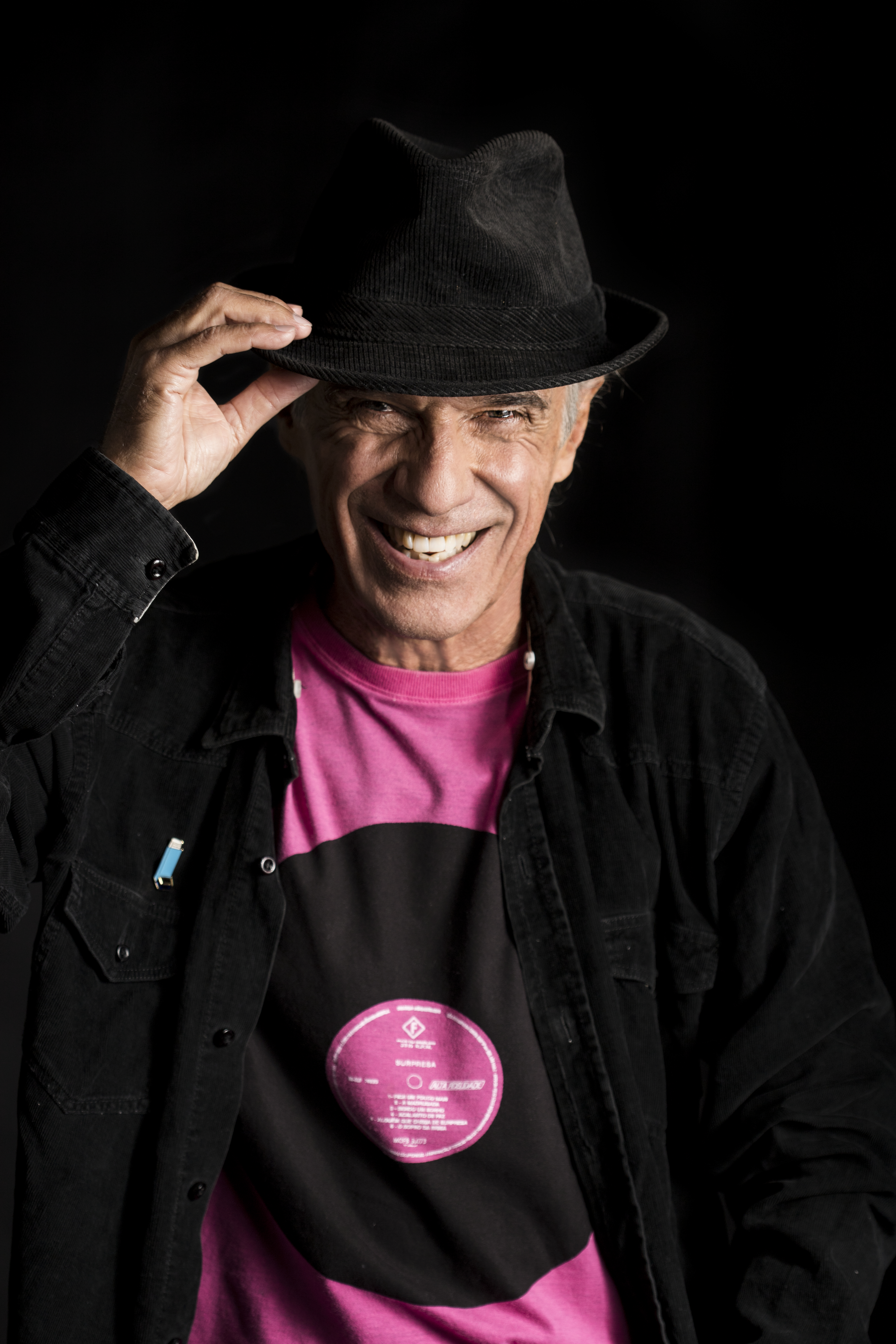

Carlos de Campos Vergueiro (São Paulo, 27 de março de 1952) é um cantor, compositor e produtor musical brasileiro.

## Biografia e carreira
Carlinhos, ainda criança, estudou piano com seu avô Guilherme Fontainha, e já dava concertos aos sete anos, no interior de São Paulo.
O início da carreira veio em 1973, quando, ainda funcionário da Bovespa (atual B3), lançou dois compactos simples pela gravadora Chantecler. Em 1974 foi lançado Brecha, seu primeiro álbum, ainda em formato LP.
Com mais de 150 canções gravadas, Carlinhos Vergueiro tem parcerias com Vinicius de Moraes, Chico Buarque, Toquinho, Sueli Costa, J. Petrolino, Paulo César Pinheiro, Elton Medeiros, João Nogueira, Paulinho da Viola, entre outros.
Entre suas composições mais famosas, pode-se citar: "Por que será?", com Vinicius de Moraes e Toquinho (1977); "Torresmo à Milanesa", com Adoniran Barbosa (1980); "Camisa Molhada", com Toquinho (1976); "Como um Ladrão" (1975) e "Nosso Bolero", com Chico Buarque (1986); "Tocaia de Cobra", com Paulo César Pinheiro (1998); e "Dia Seguinte", com J. Petrolino (1978) (gravada por Beth Carvalho), entre outras .Adepto da liberdade para criar, Carlinhos Vergueiro sempre evitou a prisão dos rótulos para definir seu estilo e seus caminhos. Essa máxima artística e pessoal o permitiu estabelecer parcerias com uma infinidade de nomes – de Adoniran Barbosa  a Vinícius de Moraes, de Sueli Costa a João Nogueira, de Chico Buarque a Arlindo Cruz – em uma obra que passeia com tranquilidade por valsas e boleros, sem cair em contradição quando finalmente desemboca no samba, ritmo que mais o acompanhou ao longo da vida e que acabou por consagra-lo. 

## Discografia
- 1973 - Só o tempo (Dois compactos simples)
- 1973 - Poeta sem versos/Garra - gravadora Chantecler - Compacto simples
- 1974 - Brecha - LP - Gravadora Continental
- 1975 - Só o tempo dirá
- 1976 - Carlinhos Vergueiro
- 1977 - Pelas Ruas
- 1978 - Contra Corrente
- 1980 - Na Ponta da Língua
- 1981 - Passagem
- 1983 - Felicidade
- 1986 - Carlinhos Vergueiro
- 1988 - Carlinhos Vergueiro e Convidados
- 1989 - Idéia Livre - 837582-1
- 1990 - Minha Cara
- 1995 - Carlinhos Vergueiro e Convidados - compact disc
- 1998 - Os grandes sambas da história - incluída a canção "Vendaval" - gravadora BMG/Editora Globo
- 1999 - Contra-Ataque - Samba e futebol
- 2001 - Ao Vivo
- 2004 - Por todos os Sonhos
- 2005 - Só Pra Chatear
- 2009 - Mano a Mano – com Guilherme Vergueiro - Trattore
- 2010 - Contra-Ataque - Samba e Futebol - Relançamento Biscoito Fino [incluindo 3 inéditas]
- 2010 - Dá Licença de Contar - homenagem aos 100 anos de Adoniran Barbosa - Biscoito Fino
- 2011 - Nélson para Sempre - homenagem aos 100 anos de Nélson Cavaquinho - Biscoito Fino
- 2012 - Vida Sonhada - Biscoito Fino
- 2013 - Paulo Poeta Compositor Cientista Boêmio Vanzolini – homenagem a Paulo Vanzolini - Biscoito Fino
- 2020 - Tô Aí - Biscoito Fino

## Participações em festivais
- 1972 - Festival Universitário - TV Tupi - finalista - "Só o tempo dirá";
- 1975 - Festival Abertura - Rede Globo, 1º lugar com a canção "Como um Ladrão".

## Participações especiais
- 1982 - Almanaque - Chico Buarque - gravadora PolyGram;
- 1985 - As flores em vida - Nelson Cavaquinho;
- 1988 - Chico Buarque da Mangueira - gravadora BMG;
- 1988 - Candeia - Funarte;
- 1995 - Raros e inéditos - Zizi Possi e Ney Matogrosso - Sesc - lançamento de cd;
- 1995 - Estácio e Flamengo: 100 anos de samba e amor - Saci;
- 1999 - Songbooks de Ary Barroso e Chico Buarque.

## Produtor fonográfico
- 1980 - Geraldo Filme;
- 1985 - As flores em vida - último disco de Nélson Cavaquinho,
- 1985 - A ópera do malandro - Chico Buarque - filme de Ruy Guerra
- 1986 - Reunião de sambas inéditos do compositor Candeia.

## Apresentações
- 1978 - Projeto Pixinguinha - com Cartola;
- 1980 - Espetáculo com Nélson Cavaquinho;
- 1981 - Se apresentou em Cuba;
- 1983 - Prêmio Tenco - San Remo, Itália;
- 1984 - Apresentação na França;
- 1989 - Golden Room do Copacabana Palace - participações de Paulinho da Viola, Caetano Veloso, Djavan, Chico Buarque, Martinho da Vila, Toquinho, Ney Matogrosso, Mestre Marçal, Edu Lobo, João Nogueira e Luiz Melodia.
- 2004 - Teatro Rival, Rio de Janeiro - "Só pra chatear" - Carlinhos Vergueiro e Ruy Faria;
- 2005 - Mistura Fina, Rio - lançamento do disco "Só pra chatear".

## Família
É filho do ator  Carlos Vergueiro, um dos fundadores do Teatro Brasileiro de Comédia, e Zilah Maria Fontainha de Campos Vergueiro (Atriz e museóloga), seu irmão, Guilherme Vergueiro, também é pianista. É pai da cantora e apresentadora Dora Vergueiro e da jornalista Maria Clara Vergueiro, sendo pentaneto do senador Vergueiro, um dos mais influentes políticos do Império do Brasil (1822-1889), e sobrinho-trineto do barão de Vergueiro e visconde de Vergueiro. Também vem a ser pentaneto do barão de Antonina e sobrinho-pentaneto do barão de Ibicuí.